# Гриненко Богдан Андрійович
Богдан Андрійович Гриненко (29 травня 1995) — український плавець, чемпіон та призер Літніх Паралімпійських ігор. Майстер спорту України міжнародного класу.
Займається плаванням у Миколаївському регіональному центрі з фізичної культури і спорту інвалідів «Інваспорт».
Бронзовий призер чемпіонату світу 2013 року.
Дворазовий срібний та бронзовий призер чемпіонату Європи 2014 року.
Срібний та бронзовий призер чемпіонату світу  2015 року.
У вересні 2019 року Богдан встановив світовий рекорд на чемпіонаті світу з паралімпійського плавання, покращивши попередній результат на 0,23 с.

## Відзнаки та нагороди
- Орден «За мужність» III ст. (4 жовтня 2016) — За досягнення високих спортивних результатів на XV літніх Паралімпійських іграх 2016 року в місті Ріо-де-Жанейро (Федеративна Республіка Бразилія), виявлені мужність, самовідданість та волю до перемоги, утвердження міжнародного авторитету України[2]